# Passage Saint-Michel
Le passage Saint-Michel est une voie du 17e arrondissement de Paris, en France.

## Situation et accès
Le passage Saint-Michel est situé dans le 17e arrondissement de Paris. Il débute au 15, avenue de Saint-Ouen et se termine sur la place Saint-Jean. Il bordé d'immeubles de trois étages, simples et semblables, datant de la seconde moitié du XIXe siècle, formant une unité urbanistique rare dans les faubourgs populaires de Paris.

## Origine du nom
Le passage tient son nom de ce qu'il mène à l'église Saint-Michel des Batignolles.

## Historique
Le passage a été ouvert en 1860 sous sa dénomination actuelle. Il est classé dans la voirie parisienne par un arrêté du 3 juillet 1967.